# Distretto di Khwahan
Il distretto di Khwahan è un distretto dell'Afghanistan appartenente alla provincia di Badakhshan. Viene stimata una popolazione di 8 538 abitanti (stima 2016-17).